# Armoriale dei comuni dell'Isère
Questa pagina contiene le armi (stemma e blasonatura) dei comuni dell'Isère.

## A
| Stemma | Nome del comune e blasonatura |
| ------ | --- |
|        | Les Abrets De gueules au chevronnel abaissé d'or accompagné, en chef à dextre, de deux navettes de tisserand d'argent passées en sautoir, à senestre, d'un dauphin du même et, en pointe, de trois sapins cousus de sinople mouvant de la pointe, celui du milieu plus haut (di rosso, allo scaglionetto abbassato d'oro accompagnato, in capo a destra, da due navette da telaio d'argento poste in decusse, a sinistra, da un delfino dello stesso e, in punta, da tre abeti cuciti di verde moventi dalla punta, quello centrale più alto) |
|        | Agnin Taillé : au premier d'or à l'église du lieu soutenue, à dextre, d'un écusson aux deux clefs passées en sautoir et senestré, en chef, d'un vol, le tout représenté au trait, au second de gueules au dauphin d'or adextré d'une rose tigée et feuillée au naturel ; à la cotice en barre d'or chargée de l'inscription AGNIN en lettres capitales de sable, brochant sur la partition (tagliato: nel 1º d'oro, alla chiesa locale sostenuta, a destra, da uno scudetto a due chiavi passate in decusse e sinistrata, in capo, da un volo, il tutto disegnato al tratto; nel 2º di rosso, al delfino d'oro addestrato da una rosa fustata e fogliata al naturale; alla cotissa in sbarra d'oro caricata dalla scritta AGNIN in lettere maiuscole di nero, attraversante sulla partizione) |
|        | Allevard De gueules à trois bandes d'argent au chef de même chargé de trois cloches d'azur et bataillées d'or. (di rosso, a tre bande d'argento; al capo dello stesso, caricato da tre campane d'azzurro battagliate d'oro) |
|        | Anjou De gueules à l'aigle d'argent (di rosso, all'aquila d'argento) |
|        | Anthon De gueules au dragon d'or (di rosso, al drago d'oro) |
|        | Apprieu Coupé : au premier parti au I de gueules à l'abeille d'or et au II de gueules aux deux clefs d'or passées en sautoir, au second d'azur au haut-fourneau au naturel ouvert du champ (troncato: nel 1º partito: in I di rosso, all'ape d'oro; in II di rosso, a due chiavi d'oro passate in decusse; nel 2º d'azzurro, all'altoforno al naturale, aperto del campo) |
|        | Assieu D'azur au renard rampant d'or, au chef du même chargé de trois dauphins du champ crêtés, barbés, lorés, peautrés et oreillés de gueules (d'azzurro, alla volpe rampante d'oro; al capo dello stesso, caricato di tre delfini del campo, crestati, barbati, alettati, codati e orecchiuti di rosso) |
|        | Autrans Taillé : au premier burelé d'argent et d'azur de 10 pièces, brochant sur le tout un lion de gueule, armé, lampassé et couronné d'or, au deuxième d'azur au cristal de neige argent. (tagliato: nel 1º burellato d'argento e d'azzurro di 10 pezzi, al leone di rosso, armato, lampassato e coronato d'oro attraversante sul tutto; nel 2º d'azzurro, al cristallo di neve d'argento) |

## B
| Stemma | Nome del comune e blasonatura |
| ------ | --- |
|        | Beaucroissant Taillé: au premier d'azur à une rencontre de vache d'argent; au second de sinople à une tête de cheval d'argent; au chef de gueules accompagné d'un croissant d'argent duquel rayonnent neuf raies du même. (tagliato: nel 1º d'azzurro, al rincontro di vacca d'argento; nel 2º di verde, alla testa di cavallo d'argento; al capo di rosso, caricato di un crescente d'argento, dal quale escono nove raggi dello stesso)                                   |
|        | Bernin Mantelé d'or au dauphin d'azur crété, barbé, loré et peautré de gueules adextré d'une grappe de raisin de sable, tigée du même, d'azur à la montagne au naturel issant de la partition. (d'oro, al delfino d'azzurro, crestato, barbato, alettato, codato e orecchiuto di rosso, addestrato da un grappolo d'uva di nero, fustato dello stesso, mantellato d'azzurro, alla montagna al naturale uscente dalla partizione)                                            |
|        | Le Bourg-d'Oisans D'or au dauphin d'argent à la barre de gueules brochant sur le tout. (d'oro, al delfino d'argento, alla sbarra di rosso attraversante sul tutto) |
|        | Bourgoin-Jallieu Parti: au premier de gueules au chef cousu d'azur, au dauphin d'or brochant soutenu de trois croissants d'argent ordonnés 2 et 1, au second d'azur au soleil d'or soutenu d'ondes d'argent mouvant de la pointe. (partito: nel 1º di rosso, al capo cucito d'azzurro, al delfino d'oro attraversante, sostenuto da tre crescenti d'argento ordinati 2 e 1; nel 2º d'azzurro, al sole d'oro sostenuto da onde d'argento moventi dalla punta)                |
|        | Brié-et-Angonnes Parti: au premier d'azur à trois étoiles d'or posées 2 et 1, au deuxième d'or à un ours rampant de sable surmonté d'un lambel du même. (partito: nel 1º d'azzurro, a tre stelle d'oro poste 2 e 1; nel 2º d'oro, all'orso ritto di nero, sormontato da un lambello dello stesso) |
|        | Burcin D'argent à la colline de sinople au pied de laquelle coule une rivière d'argent, à une chapelle du lieu, à savoir la chapelle de Notre-Dame-de-Milin brochant sur la colline; à l'inscription BURCIN en lettres de sable posée en chef. (d'argento, alla collina di verde, alla cui base scorre un fiume d'argento, alla cappella locale, cioè la cappella di Notre-Dame-de-Milin attraversante sulla collina; alla scritta BURCIN in lettere di nero posta in capo) |

## C
| Stemma | Nome del comune e blasonatura |
| ------ | --- |
|        | Cessieu Coupé: au premier d'azur à une tête d'âne issante d'argent ; au second de pourpre à un chardon de sinople. (troncato: nel 1º d'azzurro, alla testa d'asino nascente d'argento; nel 2º di porpora, al cardo di verde) |
|        | Châbons D'azur, au lion d'or, traversé d'une fasce de sinople chargée de trois besants d'argent. (d'azzurro, al leone d'oro, attraversato da una fascia di verde, caricata di tre bisanti d'argento) |
|        | Champ-sur-Drac D'azur, à une rivière issant de la pointe, à une roue de moulin et une filière le tout d'or. (d'azzurro, al fiume uscente dalla punta, alla ruota da mulino e una filiera il tutto d'oro) |
|        | Chapareillan D'or à la bande contre-bretessée de sable, accompagnée en chef d'un dauphin d'azur, crêté, barbé, loré et peautré de gueules et en pointe d'une clef d'azur posée en bande, le panneton en haut, l'anneau en carreau pommeté de gueules. (d'oro, alla banda contromerlata di nero, accompagnata in capo da un delfino d'azzurro, crestato, barbaro, alettato, codato e orecchiuto di rosso, e in punta da una chiave d'azzurro, posta in banda, col congegno in alto e con l'anello quadrato pomettato di rosso) |
|        | Châteauvilain Ecartelé en 1 de gueules à trois fleurs lys d'argent posés 2 et 1; en 2 d'argent à l'ombre d'une tête de chèvre; en 3 d'argent à une tour en bois au naturel; et en 4 d'azur à un dauphin d'argent. (inquartato: nel 1º di rosso, a tre gigli d'argento posti 2 e 1; nel 2º d'argento, all'ombra di una testa di capra; nel 3º di argento, alla torretta di legno al naturale; nel 4º d'azzurro, al delfino d'argento) |
|        | Chavanoz Parti : au premier de gueules à la chouette contournée d'argent à dextre et en chef, à une roue de moulin de sable en pointe, le tout senestré d'une gerbe de blé d'or; au second d'or au dauphin d'azur crêté, barbé, loré, peautré et oreillé de gueules ; brochant sur le tout, une divise d'azur associée à une vergette du même. (partito: nel 1º di rosso, alla civetta rivoltata d'argento nel canton destro del capo e una ruota da mulino di nero in punta, il tutto sinistrato da un covone di grano d'oro; nel 2º d'oro al delfino d'azzurro, crestato, barbato, alettato, codato e orecchiuto di rosso; alla divisa d'azzurro associata da una verghetta dello stesso attraversanti sul tutto) |
|        | Chuzelles D'azur à un pairle d'argent, accompagné en chef de trois fasces ondées du même, à dextre, d'une anille d'or et, à senestre, d'un épis de blé du même. (d'azzurro, alla pergola d'argento, accompagnata in capo da tre fasce ondate dello stesso, a destra da un ferro d'ancoraggio d'oro e, a sinistra, da una spiga di grano dello stesso) |
|        | Claix D'argent au chevron d'azur accompagné de deux croix treflées en chef et d'une croix tréflée en pointe du même. (d'argento, allo scaglione d'azzurro, accompagnato da tre crocette trifogliate dello stesso, due un capo e una in punta) |
|        | Colombe Ecartelé, au premier d'or au dauphin d'azur, crêté, barbé, loré, peautré et oreillé de gueules; au deuxième d'azur à la partie supérieur d'une tour de gueules ajourée et pavillonée de sable; au troisième de gueules à une branche d'olivier de sinople fruitée de sable et posée en bande; au quatrième de sinople à la partie inférieure d'une tour d'or ajourée de sable; brochant sur la tour une colombe essorante d'argent. (inquartato: nel 1º d'oro, al delfino d'azzurro, crestato, barbato, alettato, codato e orecchiuto di rosso; nel 2º d'azzurro, alla parte superiore di una torre di rosso, finestrata e coperta di nero; nel 3º di rosso, al ramo d'olivo di verde fruttato di nero, posto in banda; nel 4º di verde, alla parte inferiore di una torre d'oro, aperta di nero; alla colomba sorante d'argento attraversante sulla torre) |
|        | Corenc Equartelé: au premier d'or au dauphin d'azur crêté, barbé et oreillé de gueules, au second d'azur à tête de lion arrachée d'argent et lampassée de gueules, au troisième de gueules au château d'argent maçonné de sable, au quatrième d'or à l'aigle d'azur, becqué et couronné de gueules. (inquartato: nel 1º d'oro, al delfino d'azzurro, crestato, barbato, alettato, codato e orecchiuto di rosso; nel 2º d'azzurro, alla testa di leone strappata d'argento, lampassata di rosso; nel 3º di rosso, al castello d'argento murato di nero; nel 4º d'oro, all'aquila d'azzurro, rostrata e coronata di rosso) |
|        | Corps D'azur, au chevron d'argent, accompagné en chef de deux étoiles d'or, et en pointe, d'un ours passant du même. (d'azzurro, allo scaglione d'argento, accompagnato in capo da due stelle d'oro e, in punta, da un orso passante dello stesso) |
|        | Cornillon-en-Trièves De gueules à trois écussons d'or. (di rosso, a tre scudetti d'oro) |
|        | La Côte-Saint-André d'azur au sautoir d'argent cantonné de deux fleurs de lys d'or, une en chef et une en pointe, et de deux dauphins du même aux flancs (d'azzurro, alla croce di Sant'Andrea d'argento, accantonata da due gigli d'oro, uno in capo e uno in punta, e da due delfini dello stesso, ai fianchi) |
|        | Crémieu D'azur, au dauphin d'or, soutenu de trois miroirs d'argent cerclés aussi d'or. (d'azzurro, al delfino d'oro, sostenuto da tre specchi d'argento orlati pure d'oro) |

## D
| Stemma | Nome del comune e blasonatura |
| ------ | --- |
|        | Domène De vair au chef de gueules chargé d'un lion issant d'or. (di vaio, al capo di rosso, caricato di un leone nascente d'oro) |

## E
| Stemma | Nome del comune e blasonatura |
| ------ | --- |
|        | Échirolles Écartelé : au premier et au quatrième d'azur aux trois étoiles d'or disposées en 2 et 1, au deuxième et au troisième d'or à l'écureuil de gueules. (inquartato: nel 1º e 4º d'azzurro, a tre stelle d'oro disposte 2 e 1; nel 2º e 3º d'oro, allo scoiattolo di rosso) |
|        | Entre-deux-Guiers D'or à un chevron d'azur accompagné en pointe d'un monde d'azur surmonté de sept étoiles de sable disposées en demi-cercle; en chef deux dauphins de gueules, celui de dextre contourné. (d'oro, allo scaglione d'azzurro, accompagnato in punta da un mondo dello stesso sormontato da sette stelle di nero disposte a semicerchio, e in capo da due delfini di rosso, quello di destra rivoltato) |
|        | Eybens D'azur au coeur d'or surmonté d'une colombe d'argent, tenant au bec un rameau d'olivier de même. d'azzurro, al cuore d'oro, sormontato da una colomba d'argento, tenente col becco un ramo d'olivo dello stesso) |

## F
| Stemma | Nome del comune e blasonatura |
| ------ | --- |
|        | Fontaine Tranché: au premier d'or au faucon d'azur allumé d'or et longé de gueules, au deuxième de sinople au tourteau de gueules et au trois ondés d'argent, le tout bordé du même. (trinciato: nel 1º d'oro, al falco d'azzurro, illuminato d'oro e guinzagliato di rosso; nel 2º di verde, alla torta di rosso a tre onde d'argento, il tutto bordato dello stesso)        |
|        | Froges D'azur à un four électrique d'or, à deux foudres de gueules bordés d'or en chef, l'un mouvant de l'angle dextre en bande, l'autre mouvant de l'angle sénestre en barre. (d'azzurro, al forno elettrico d'oro, a due fulmini di rosso, bordati d'oro, in capo, uno movente dall'angolo destro e posto in banda, l'altro movente dall'angolo sinistro e posto in sbarra) |

## G
| Stemma | Nome del comune e blasonatura |
| ------ | --- |
|        | La Garde D'or à un chevron d'azur, accompagné en chef à dextre d'un baton d'azur posé en pal, à senestre d'une épée du même également posé en pal, et en pointe d'un dauphin d'azur, crêté, barbé, loré, peautré et oreillé de gueules; au chef d'azur charge d'une clef d'or disposé en fasce, le panneton à dextre et vers la pointe. (d'oro, allo scaglione d'azzurro, accompagnato in capo, a destra, da un bastone d'azzurro posto in palo, a sinistra, da una spada dello stesso, pure posta in palo, e in punta da un delfino d'azzurro, crestato, barbato, alettato, codato e orecchiuto di rosso; al capo d'azzurro, caricato da una chiave d'oro posta in fascia, col congegno a destra e verso la punta) |
|        | Le Grand-Lemps De gueules au pairle en filet renversé d'or, accompagné en chef à dextre d'un clocher du lieu au naturel, à senestre de deux épis de blé accompagnés en chef d'une roue dentée surchargée d'une navette de tisserand posée en barre, le tout d'or, et en pointe d'un soleil non figuré d'or mouvant d'une silhouette d'usine d'azur, chargé des lettres G et L capitales enlacés de sable. (di rosso, al filetto in pergola rovesciata d'oro, accompagnato in capo, a destra, da un campanile locale al naturale, a sinistra, da due spighe di grano accompagnate in capo da una ruota dentata caricata da una navetta da telaio posta in banda, il tutto d'oro, e in punta da un'ombra di sole d'oro movente da un profilo di officina d'azzurro, caricata dalle lettere maiuscole G e L intrecciate di nero) |
|        | Grenay Parti: au premier d'or au dauphin d'azur, crêté, barbé, loré, peautré et oreillé de gueules; au deuxième d'azur à un mont d'argent issant de la pointe et du flanc dextre sur lequel est posée une tour du même, au chef de gueules accompagné de deux clefs d'or passées en sautoir, les pannetons vers les flancs et le chef. (partito: nel 1º d'oro, al delfino d'azzurro, crestato, barbato, alettato, codato e orecchiuto di rosso; nel 2º d'azzurro, al monte d'argento uscente dalla punta e dal fianco destro, su cui è posata una torre dello stesso, al capo di rosso, caricato di due chiavi d'oro poste in decusse, con i congegni verso i fianchi e il capo) |
|        | Grenoble D'or aux trois roses de gueules. (d'oro, a tre rose di rosso) |
|        | Le Gua Mantelé d'or au dauphin d'azur crêté, barbé, loré et peautré de gueules, adextré du logo du parc naturel régional du Vercors, et d'azur à la montagne au naturel. (d'oro, al delfino d'azzurro, crestato, barbato, alettato, codato e orecchiuto di rosso, addestrato dal logo del parco naturale del Vercors, mantellato d'azzurro, alla montagna al naturale) |

## H
| Stemma | Nome del comune e blasonatura |
| ------ | --- |
|        | Heyrieux Ecartelé: au premier de gueules au lion d'or paré d'azur, au deuxième d'azur à un chevron d'argent accompagné de deux croissants d'argent, en pointe d'un lion d'or, au troisième d'azur à la bande d'or, accompagné de 6 losanges, de même, trois en chef,en orle, trois pointes en bande, et au quatrième d'or au dauphin d'azur, crêté, oreillé et barbelé de gueules; à la croix astrée d'argent brochant sur le tout. (inquartato: nel 1º di rosso, al leone d'oro ornato d'azzurro; nel 2º d'azzurro, allo scaglione d'argento, accompagnato in capo da due crescenti d'argento, in punta da un leone d'oro; nel 3º d'azzurro, alla banda d'oro, accompagnata da sei losanghe dello stesso, tre in capo in orlo, tre in banda; nel 4º d'oro al delfino d'azzurro, crestato, barbato, alettato, codato e orecchiuto di rosso; alla croce ristretta d'argento, attraversante sul tutto) |

## I
| Stemma | Nome del comune e blasonatura |
| ------ | --- |
|        | L'Isle-d'Abeau D'or fretté de gueules, à un dauphin d'argent brochant sur le tout. (d'oro, cancellato di rosso, al delfino d'argento attraversante sul tutto) Formula: 06:CNC:AUR/RUB/8+DELP:ARG |
|        | Izeaux Coupé: au premier parti au I d'azur à une jarre d'or, au II d'azur à un croissant d'or; au second d'azur à deux demi-vols d'argent posés en croisette. (troncato: nel 1º partito, in I d'azzurro, a un orcio d'oro, in II d'azzurro, al crescente d'oro; nel 2º d'azzurro, a due semivoli d'argento posti in croce) |
|        | Izeron Burelé d'argent et d'azur de dix pièces, au lion de gueules armé, lampassé et couronné d'or. (burellato d'argento e d'azzurro di dieci pezzi, al leone di rosso, armato, lampassato e coronato d'oro) |

## J
| Stemma | Nome del comune e blasonatura |
| ------ | --- |
|        | Jardin Ecartelé en 1 d'azur à une hache du néolithique d'argent emmanchée d'or; en 2 mal-gironné d'argent et de sable à une tour d'or ouverte et ajourée de sable; en 3 d'argent à trois collines de sinople, chacune sommée d'un arbre du même; en 4 de gueules à une gerbe d'or. (inquartato: nel 1º d'azzurro, all'ascia neolitica d'argento, manicata d'oro; nel 2º mal gheronato d'argento e di nero, alla torre d'oro aperta e finestrata di nero; nel 3º d'argento, a tre colline di verde, ciascuna cimata da un albero dello stesso; nel 4º di rosso, al covone di grano d'oro) |
|        | Jarrie De gueules à un chêne arraché d'argent, au chef d'azur chargé de trois haumes d'argent taré de profil. (di rosso, alla quercia sradicata d'argento; al capo d'azzurro caricato di tre elmi d'argento posti di profilo) |

## M
| Stemma | Nome del comune e blasonatura |
| ------ | --- |
|        | Meylan Taillé: au premier d'or au dauphin d'azur, crêté, barbé, loré, peautré et oreillé de gueules; au second d'azur à un atome d'argent; à une barre de gueule; au chef de sinople accompagné de trois taux minuscules d'argent. (tagliato: nel 1º d'oro, al delfino d'azzurro, crestato, barbato, alettato, codato e orecchiuto di rosso; nel 2º d'azzurro, all'atomo d'argento; alla sbarra di rosso; al capo di verde, accompagnato da tre lettere tau minuscole d'argento) |
|        | Moirans D'azur à deux dauphins plongeants affrontés d'argent accompagnés en chef de deux colombes essorantes affrontées du même et en pointe d'une rose de gueules. (d'azzurro, a due delfini che si tuffano, affrontati d'argento, accompagnati in capo da due colombe soranti, affrontate, dello stesso, e in punta da una rosa di rosso) |
|        | Montbonnot-Saint-Martin Taillé: au premier d'or à un dauphin contourné d'azur, crêté, barbé, loré, peautré et oreillé de gueules; au second de sinople à deux sapins de sable disposés en barre; à une onde en barre d'agent et d'azur; brochant sur le tout un losange d'azur en cœur contenant un M majuscule d'or. tagliato: nel 1º d'oro, al delfino rivoltato d'azzurro, crestato, barbato, alettato, codato e orecchiuto di rosso; nel 2º di verde, a due abeti di nero, disposti in sbarra; a un'onda in sbarra d'argento e d'azzurro; in cuore attraversante sul tutto una losanga d'azzurro contenente una lettera M maiuscola d'oro) |
|        | Morestel D'azur au griffon rampant de sable. (d'azzurro, al grifone rampante di nero) |
|        | La Mure D'or au dauphin d'azur crêté, barbé, loré, peautré et oreillé de gueules, au chef de gueules aux trois tours d'argent. (d'oro, al delfino d'azzurro, crestato, barbato, alettato, codato e orecchiuto di rosso; al capo di rosso, a tre torri d'argento) |
|        | La Murette Parti: au premier d'or au taureau de sable surmonté d'un dauphin d'azur crété, barbé, loré et peautré de gueules; au second d'azur à une colombe d'argent en vol tenant un rameau du même, au chef d'argent aux trois roses de gueules disposées en fasce. (partito: nel 1º d'oro, al toro di nero sormontato da un delfino d'azzurro, crestato, barbato, alettato, codato e orecchiuto di rosso; nel 2º d'azzurro, alla colomba d'argento in volo, tenente un ramo dello stesso; al capo d'argento, a tre rose di rosso ordinate in fascia) [il disegno in realtà rappresenta un bue e non un toro]                                |

## N
| Stemma | Nome del comune e blasonatura |
| ------ | --- |
|        | Nivolas-Vermelle Ecartelé, au premier et au quatrième d'azur à trois fleurs de lys d'or disposées 2 et 1, au deuxième d'or à un dauphin d'azur et au troisième d'or à un canard nageant d'azur. (inquartato: nel 1º e 4º d'azzurro, a tre gigli d'oro disposti 2 e 1; nel 2º d'oro, al delfino d'azzurro; nel 3º d'oro, all'anatra nuotante d'azzurro) |
|        | Notre-Dame-de-Commiers D'azur au sautoir d'argent cantonné de quatre roses de gueules. (d'azzurro, alla croce di S.Andrea d'argento, accantonata da quattro rose di rosso) |
|        | Noyarey D'azur au chevron d'or, accompagné de trois clous de la passion du même, deux en chef et un en pointe. (d'azzurro, allo scaglione d'oro, accompagnato da tre chiodi della passione dello stesso, due in capo e uno in punta) |

## O
| Stemma | Nome del comune e blasonatura |
| ------ | --- |
|        | Oyeu Tiercé en pairle : au premier de gueules à l'épée et aux deux clefs d'argent passées en sautoir brochant, au second d'azur au monde d'or cerclé, cintré et croiseté de sinople, surmonté de sept étoiles aussi d'or ordonnées en arc, au troisième d'argent au mont de sinople sommé de trois croix latines de sable, celle du milieu plus grande . (interzato in pergola: nel 1º di rosso, alla spada e alle due chiavi d'argento, passate in decusse ed attraversanti; nel 2º d'azzurro, al mondo d'oro, cerchiato, centrato e crocettato di verde, sormontato da sette stelle pure d'oro ordinate in arco; nel 3º d'argento, al monte di verde cimato da tre croci latine di nero, quella centrale più grande) |
|        | Oytier-Saint-Oblas Ecartelé, au premier d'or à une croix de gueules sur un besant d'argent, au deuxième d'azur à un mont de sinople, au troisième d'azur à un besant d'or et au quatrième d'or à un dauphin de sinople crété de gueules; à un écusson de sinople en abîme chargé de huit tourteaux de gueules mis en orle. (inquartato: nel 1º d'oro, al bisante d'argento caricato da una croce di rosso; nel 2º d'azzurro, al monte di verde; nel 3º d'azzurro, al bisante d'oro; nel 4º d'oro, al delfino di verde, crestato di rosso; sul tutto di verde, caricato di otto torte di rosso poste in orlo) |

## P
| Stemma | Nome del comune e blasonatura |
| ------ | --- |
|        | Pierre-Châtel D'or au dauphin d'azur crêté, barbé, loré, peautré et oreillé de gueules, au chef de gueules au rocher de la Pierre Percée d'argent. (d'oro, al delfino d'azzurro, crestato, barbato, alettato, codato e orecchiuto di rosso; al capo di rosso, alla Pietra Forata d'argento) |
|        | Poliénas Parti d'or et de gueules, à trois écusson rangés 2 et 1; le premier d'azur à trois potence d'or ou béquilles de Saint Antoine posées 2 et 1, au chef d'argent portant l'inscription CHATEAUNEUF !, le deuxième d'or à trois guidons d'azur au chef surbaissé de gueules chargé d'un lion passant d'argent, au chef d'argent portant l'inscription BARONNAT, et le troisième parti d'or et de gueule à un lion de sable, le chef d'argent portant l'inscription LA MARCOUSSE. partito d'oro e di rosso, a tre scudetti ordinati 2 e 1; il primo d'azzurro, a tre potenze d'oro o croci di S. Antonio poste 2 e 1, al capo d'argento con la scritta CHATEAUNEUF !; il secondo d'oro, a tre guidoni d'azzurro, al capo di rosso, caricato di un leone passante d'argento, abbassato sotto un capo d'argento con la scritta BARONNAT; il terzo partito d'oro e di rosso, al leone di nero, col capo d'argento con la scritta LA MARCOUSSE) |
|        | Le Pont-de-Beauvoisin Parti d'azur à un dauphin d'argent, crêté, barbé, loré, peautré et oreillé de gueules; de gueules à trois roses d'or disposées 2 et 1. (partito d'azzurro, al delfino d'argento, crestato, barbato, alettato, codato e orecchiuto di rosso; e di rosso a tre rose d'oro disposte 2 e 1) |
|        | Pont-de-Chéruy D'azur au sautoir d'argent chargé de cinq coquilles cousues d'or, à une étoile d'argent de huit rais en chef. (d'azzurro, alla croce di S. Andrea d'argento, caricata di cinque conchiglie saldate d'oro, alla stella d'argento di otto raggi posta nel capo) |
|        | Pont-de-Claix D'azur aux deux ponts d'or sous lesquels passe une rivière, issant de pointe trois éclairs d'argent rejoignant en chef trois roues de gueules dentées d'or. (d'azzurro, a due ponti d'oro sotto i quali passa un fiume, da cui nascono, dalla punta, tre fulmini d'argento che raggiungono, in capo, tre ruote di rosso dentate d'oro) |
|        | Pont-en-Royans Fascé d'argent et d'azur de six pièces, au lion de gueules brochant sur le tout. (fasciato d'argento e d'azzurro di sei pezzi, al leone di rosso attraversante sul tutto) |
|        | Pressins D'azur au chevron renversé d'or accompagné en chef d'un dauphin d'argent et en pointe de deux colombes affrontées en vol du même. (D'azzurro, allo scaglione rovesciato d'oro, accompagnato in capo da un delfino d'argento e in punta da due colombe affrontate in volo dello stesso) Stemma precedente: D'or à un chevron d'azur chargé d'une étoile d'or à huit raies en chef et de deux croissants d'argent, un à dextre couché-contourné rangé en barre, l'autre à senestre couché rangé en bande, à la filière d'azur. (d'oro, allo scaglione d'azzurro, caricato da una stella d'oro di otto raggi in punta e da due crescenti d'argento, quello a destra coricato rivoltato in sbarra, l'altro coricato in banda, alla filiera d'azzurro) |

## R
| Stemma | Nome del comune e blasonatura |
| ------ | --- |
|        | Renage De gueules à la croix d'argent chargée de trois molettes d'éperon de sable en pal, au chef cousu d'azur chargé d'un livre ouvert adextré de deux martinets de forge passées en sautoir et senestré de deux navettes de tisserand passées en sautoir, le tout aussi d'argent. (di rosso, alla croce d'argento caricata di tre rotelle di sperone di nero poste in palo; al capo cucito d'azzurro, caricato di un libro aperto addestrato da due martelli da fucina passati in decusse e sinistrato da due navette da telaio passate in decusse, il tutto pure d'argento) |
|        | Rives taillé : au premier d'azur au haut fourneau d'argent ouvert et maçonné de sable, au second de gueules au rouleau de papier d'argent ; à la cotice en barre d'or brochant sur la partition (tagliato: nel 1º d'azzurro, all'altoforno d'argento aperto e murato di nero; nel 2º di rosso, al rotolo di carta d'argento) |
|        | Les Roches-de-Condrieu D'azur à un pont de trois arches d'argent mouvant d'une rivière du même, à un rocher également d'argent mouvant du flanc sénèstre et brochant sur le pont, accompagnés en chef d'un dauphin d'or à sénèstre et d'une fleur de lys du même à dextre. (d'azzurro, al ponte di tre archi d'argento movente da un fiume dello stesso, alla roccia pure d'argento movente dal fianco sinistro e attraversante sul ponte, accompagnati in capo da un delfino d'oro a sinistra e da un giglio dello stesso a destra)                                           |
|        | Rovon D'or au dauphin d'azur, crêté, barbé, loré, peautré et oreillé de gueules. (d'oro, al delfino d'azzurro, crestato, barbato, alettato, codato e orecchiuto di rosso) |
|        | Roybon D'or à la bande d'azur chargée de trois cloches d'argent. d'oro, alla banda d'azzurro, caricata di tre campane d'argento) |

## S
| Stemma | Nome del comune e blasonatura |
| ------ | --- |
|        | Saint-Antoine-l'Abbaye D'or à l'aigle bicéphale de sable, à l'écu d'or en cœur, au Tau d'azur brochant sur le tout. (d'oro, all'aquila bicefala di nero, allo scudetto d'oro in cuore, al Tau d'azzurro attraversante sul tutto) [in realtà il disegno rappresenta uno scudetto caricato dal tau, che non è pertanto attraversante] |
|        | Saint-Christophe-sur-Guiers D'azur à trois clochers d'argent issant de la pointe sommés chacun d'une croix de sable, le clocher central plus haut que les autres; au chef d'or, chargé d'un Saint-Christophe d'argent accosté de deux sapins de sinople. (d'azzurro, a tre campanili d'argento uscenti dalla punta, ciascuno cimato da una croce di nero, il campanile centrale più alto degli altri; al capo d'oro, caricato da un San Cristoforo d'argento, accostato da due abeti di verde) |
|        | Saint-Étienne-de-Saint-Geoirs D'or, à une palme de sinople posée en pal; au chef d'azur chargé d'un dauphin d'argent. (d'oro, alla palma di verde, posta in palo; al capo d'azzurro, caricato di un delfino d'argento) |
|        | Saint-Georges-d'Espéranche Tiercé en barre, au premier de gueule à la croix d'argent; au deuxième d'azur chargé en chef de Saint Georges d'or monté sur un cheval d'argent terrassant d'une lance de sable un dragon de gueule et d'argent, en pointe un chêne planté de sinople; au troisième d'or au dauphin d'azur, barbé, oreillé, crêté et peautré de gueule. (interzato in sbarra: nel 1º di rosso, alla croce d'argento; nel 2º d'azzurro, caricato in capo da un San Giorgio d'oro, montato su un cavallo d'argento che atterra un drago di rosso e d'argento con una lancia di nero, in punta una quercia piantata di verde; nel 3º d'oro, al delfino d'azzurro, crestato, barbato, alettato, codato e orecchiuto di rosso) |
|        | Saint-Ismier Ecartelé: au premier d'or à un saint d'argent vétu d'azur et nimbé de gueules, les deux avant-bras tourné vers le haut, adextré de la lettre S et senestré de la lettre I le tout d'argent, au deuxième d'azur à trois monts d'argent rangés en bande et brochant sur le tout trois sapins également d'argent et rangés vaguement en bande, au troisième d'azur à une grappe de raisin fruitée, feuillée et tigée d'argent, au quatrième d'or à un dauphin d'azur, crêté, barbé, loré, peautré et oreillé de gueules. (inquartato: nel 1º d'oro, a un santo d'argento, vestito di azzurro e nimbato di rosso, con gli avambracci rivolti in alto, addestrato dalla lettera S e sinistrato dalla lettera I, il tutto d'argento; nel 2º d'azzurro, a tre monti d'argento, ordinati in banda, con tre abeti pure d'argento attraversanti sul tutto e vagamente ordinati in banda; nel 3º d'azzurro, al grappolo d'uva fruttata, fogliata e fustata d'argento; nel 4º d'oro, al delfino d'azzurro, crestato, barbato, alettato, codato e orecchiuto di rosso) |
|        | Saint-Jean-de-Bournay De gueules au cheval effaré d'argent. (di rosso, al cavallo spaventato d'argento) |
|        | Saint-Jean-de-Moirans De gueules au lion d'argent, au chef cousu d'azur chargé de deux fleurs de lys d'or. (di rosso, al leone d'argento; al capo cucito d'azzurro, caricato di due gigli d'oro) |
|        | Saint-Jean-de-Soudain Fascé de gueules et d'argent à la bande d'azur chargée de trois fleurs de lys d'or brochant sur le tout. (fasciato di rosso e d'argento, alla banda d'azzurro, caricata di tre gigli d'oro, attraversante sul tutto) |
|        | Saint-Just-Chaleyssin Ecartelé: au premier d'azur au chevron d'or au chef parti au I d'or, au II d'argent; au deuxième de gueules à bande d'or chargée de trois cloches d'azur bataillées du même; au troisième de sable à trois trangles d'or; au quatrième d'azur trois coquilles d'or posées 2 et 1, au chef d'argent. (inquartato: nel 1º d'azzurro, allo scaglione d'oro, col capo partito d'oro e d'argento; nel 2º di rosso, alla banda d'oro, caricata di tre campane d'azzurro, battagliate dello stesso; nel 3º di nero, a tre fasce d'oro; nel 4º d'azzurro, a tre conchiglie d'oro, poste 2 e 1; al capo d'argento) |
|        | Saint-Laurent-du-Pont Coupé: au 1er parti, au I d’or au dauphin d’azur barbé, crêté, lorré, oreillé et peautré de gueules, au II d’argent au monde d’azur cintré et croiseté d’or surmonté de sept étoiles d'or, ordonnées en arc de cercle, celle du milieu plus grande, et soutenu d'un listel d'or charge de l'inscription de sable « Stat Crux dum volvitur orbis » (La croix demeure stable tandis que le monde change), au 2e de gueules au pont d'une arche, d’argent maçonné de sable, au sapin de sinople mouvant de la pointe et brochant sur le pont. Devise « Passé je garde, avenir je veux » (troncato: nel 1º partito, in I d'oro al delfino d'azzurro, crestato, barbato, alettato, codato e orecchiuto di rosso; in II al mondo d'azzurro, cerchiato e crociato d'oro, sormontato da sette stelle disposte a semicerchio, quella di mezzo più grande, e sostenuto da una lista d'oro, caricata dell'iscrizione di nero « Stat Crux dum volvitur orbis » ("La croce resta salda mentre il mondo gira", motto dei monaci certosini); il 2º di rosso, al ponte di un arco d'argento, mattonato di nero, attraversato da un abete di verde, movente dalla punta. Motto: « Passé je garde, avenir je veux ») |
|        | Saint-Marcellin D'azur à une fasce d'or chargée d'une fleur de lys de gueules accostée d'un dauphin d'azur et d'un dauphin contourné du même, à une rose d'argent en pointe. (d'azzurro, alla fascia d'oro, caricata di un giglio di rosso, accompagnato da un delfino d'azzurro a destra e da un delfino rivoltato, pure d'azzurro, a sinistra, alla rosa d'argento in punta) |
|        | Saint-Martin-d'Hères D'azur à la chaine de montagnes de trois pics d'argent mouvant des flancs, le pic du milieu plus élevé, au chamois d'or arrêté sur une terrasse de sinople chargée d'un livre ouvert aussi d'or et d'une plume du même brochant en barre sur le livre. (d'azzurro, alla catena montuosa di tre picchi d'argento, movente dai fianchi, il picco centrale più elevato, al camoscio d'oro, fermo su una terrazza di verde, caricata di un libro aperto pure d'oro, e da una piuma dello stesso attraversante in sbarra sul libro) |
|        | Saint-Martin-d'Uriage D'argent à un ecureuil contourné du même issant d'un bouquet de feuilles de sinople. (d'argento, allo scoiattolo rivoltato dello stesso, nascente da un ciuffo di foglie di verde) |
|        | Saint-Quentin-sur-Isère De gueules à une fasce d'argent haussée et chargée de trois lys de sable. (di rosso, alla fascia alzata d'argento, caricata di tre gigli di nero) |
|        | Saint-Romans D'azur à deux épis d'or passés en sautoir surmontés d'un dauphin d'argent, à une rose d'or posée en pointe. (d'azzurro, a due spighe d'oro, passate in decusse, sormontate da un delfino d'argento, alla rosa d'oro posta in punta) |
|        | Saint-Savin D'or au chardon d'azur issant d'un croissant de gueules. (d'oro, al cardo d'azzurro nascente da un crescente di rosso) |
|        | Salagnon De gueules à l'écureuil assis d'or tenant une noisette du même, surmonté d'une fasce hausée d'argent chargée de trois dauphins d'azur, surmontée de l'inscription SALAGNON en lettres capitales de sable. (di rosso, allo scoiattolo seduto d'oro, tenente una nocciola dello stesso, sormontato da una fascia alzata d'argento, caricata di tre delfini d'azzurro, sormontata a sua volta dalla scritta SALAGNON in lettere maiuscole di nero) |
|        | Serre-Nerpol D'argent à une église du lieu au naturel soutenue par les lettres S et N d'or, au chef d'azur chargé de deux clefs d'or passées en sautoir. (d'argento, alla chiesa locale al naturale, sostenuta dalle lettere S e N d'oro; al capo d'azzurro, caricato di due chiavi d'oro, passate in decusse) |
|        | Seyssinet-Pariset Parti: au premier de gueules à une bisse couronnée d'or, au deuxieme d'argent à une tour de gueule maçonnée de sable; au chef d'or chargé d'un dauphin d'azur, crêté, barbé, loré, peautré et oreillé de gueules. (partito: nel 1º di rosso, alla biscia coronata d'oro; nel 2º d'argento, alla torre di rosso, murata di nero; al capo d'oro, caricato di un delfino d'azzurro, crestato, barbato, alettato, codato e orecchiuto di rosso) |
|        | Sonnay Tiercé en pairle renversé : au premier d'or à la Vierge noire du lieu au naturel mouvant de la partition, au deuxième d'or au dauphin d'azur, au troisième d'azur à la vue en perspective fuyante des thermes romains du lieu d'argent, ouverts du champ, maçonnés de sable, sur des ondes aussi d'azur mouvant de la pointe, brochant sur une chaîne de montagnes au naturel sommée de trois arbres de sinople entre les arches centrales. (interzato in pergola rovesciata: nel 1º d'oro, alla Madonna nera locale al naturale, movente dalla partizione; nel 2º d'oro, al delfino d'azzurro; nel 3º d'azzurro, alla vista in prospettiva delle terme romane locali d'argento, aperte del campo, murate di nero, su onde pure d'azzurro, moventi dalla punta, attraversante su una catena di montagne al naturale cimata da tre alberi di verde visibili negli archi centrali) |

## T
| Stemma | Nome del comune e blasonatura |
| ------ | --- |
|        | La Tour-du-Pin De gueules à une tour d'argent maçonnée de sable et sommée d'une pomme de pin d'or. (di rosso, alla torre d'argento murata di nero e cimata da una pigna d'oro) |
|        | La Tronche D'or à la hache de sable fendant une souche arrachée d'azur, un dauphin d'azur, crêté, barbé, loré, peautré et oreillé de gueules au canton dextre. (d'oro. alla scure di nero fendente un ceppo sradicato d'azzurro, con un delfino d'azzurro, crestato, barbato, alettato, codato e orecchiuto di rosso, nel canton destro del capo) |
|        | Tullins De gueules à deux clefs d'argent passées en sautoir les pannetons en haut. (di rosso, a due chiavi d'argento, passate in decusse, con i congegni in alto) |

## V
| Stemma | Nome del comune e blasonatura |
| ------ | --- |
|        | Valencin Parti: au premier d'or au dauphin d'azur, crêté, barbé, loré, peautré et oreillé de gueules; au deuxième mi-coupé: de gueules à une croix de Malte d'argent, d'azur à deux jumelles ondées d'argent. (partito: nel 1º d'oro al delfino d'azzurro, crestato, barbato, alettato, codato e orecchiuto di rosso; nel 2º troncato di rosso, alla croce di Malta d'argento, e d'azzurro, a due gemelle ondate d'argento) |
|        | Vasselin De gueules à la bande d'argent chargée de six cerises de gueules feuillées de sinople, accompagnées en chef d'un vase d'or et en pointe d'un courlis à la tête contouné du même. (di rosso, alla banda d'argento, caricata di sei ciliegie di rosso fogliate di verde, accompagnata in capo da un vaso d'oro e in punta da un chiurlo con la testa rivoltata dello stesso) |
|        | Vaujany Parti : au premier d'or au haut de chamois de front au naturel issant d'une champagne de sinople chargée d'un edelweiss aussi au naturel, au second coupé ondé au I d'argent au sapin de sinople mouvant de la pointe, chaperonné d'azur et au II d'argent aux deux fasces ondées d'azur ; aux deux skis adossés accolés de gueules en demi-profil brochant en pal sur la partition. (partito: nel 1º d'oro alla parte superiore di un camoscio al naturale, posto di fronte e uscente da una campagna di verde caricata da un edelweiss pure al naturale; nel 2º troncato ondato: in I d'argento, all'abete di verde movente dalla punta, cappato d'azzurro, e in II d'argento a due fasce ondate d'azzurro; a due sci addossati accollati di rosso, posti in semiprofilo attraversanti in palo sulla partizione) |
|        | Vaulnaveys-le-Bas Partie d'or à une nef d'azur, de gueules à trois roses d'argent rangées en pal. (partito d'oro, alla nave d'azzurro, e di rosso, a tre rose d'argento ordinate in palo) |
|        | La Verpillière Ecartelé: aux 1er et 4e de gueules au renard ravissant d'argent; aux 2e et 3e d'or au dauphin d'azur, crété, barbé, loré et peautré de gueules. (inquartato: nel 1º e 4º di rosso, alla volpe rampante d'argento; nel 2º e 3º d'oro, al delfino d'azzurro, crestato, barbato, alettato, codato e orecchiuto di rosso) |
|        | Vézeronce-Curtin D'azur au casque d'argent clouté d'or. (d'azzurro, al casco d'argento, chiodato d'oro) |
|        | Vienne D'or à un arbre arraché de sinople, chargé d'un calice et d'une hostie d'or, avec un écriteau d'argent voltigeant et brochant sur le tronc de l'arbre et portant ces trois mots Vienna civitas sancta. (d'oro, all'albero sradicato di verde, caricato di un calice con un'ostia d'oro, con un cartello svolazzante e attraversante sul tronco dell'albero e recante le tre parole Vienna civitas sancta) |
|        | Vif Tranché : au premier d'or au lion de gueules, au second d'or au serpent en chef, à l'oiseau et à la coquille renversée, le tout d'azur rangé en bande. trinciato: nel 1º d'oro, al leone di rosso; nel 2º d'oro, al serpente in capo, all'uccello e alla conchiglia rovesciata, il tutto d'azzurro e ordinato in banda) |
|        | Vignieu D'argent à un V de sable entrelacé d'un sarment de vigne fruité de gueules, tigé et feuillé de sinople, au chef d'azur chargé de trois bouquets de trois cerises de gueules, tigé du même. (d'argento, alla lettera V di nero intrecciata con un sarmento di vite fruttato di rosso, fustato e fogliato di verde; al capo d'azzurro, caricata di tre mazzetti di tre ciliegie di rosso, fustate dello stesso) |
|        | Villard-Bonnot D'or maçonné de sable, mantelé d'azur à quatre burelles ondées d'or, au chef d'or chargé de trois sapins d'argent séparés de trois émanchures du même. (d'azzurro, a quattro burelle ondate d'oro, mantellato d'oro, murato di nero; al capo d'oro, caricato di tre abeti d'argento, separati da due inchiavature e due metà dello stesso) |
|        | Villard-de-Lans D'or à un ours en pied d'argent ombré de sable dans sa partie inférieure, chaussé d'azur chargé à dextre d'un sapin d'argent et à sénestre d'un sapin de sable *. (d'oro, all'orso ritto d'argento, ombreggiato di nero nella parte inferiore, calzato d'azzurro caricato a destra da un abete d'argento e a sinistra da un abete di nero) |
|        | Ville-sous-Anjou D'azur au portail de chapelle d'argent flanqué à senestre de son clocher du même, mantelé ployé d'argent aux deux oiseaux affrontés d'azur sur un nid d'or contenant trois oisillons aussi d'azur, à dextre, et à l'écusson d'azur à la branche feuillée d'or en pal et au chef cousu de gueules chargé d'un soleil figuré d'or mouvant de l'angle dextre du chef, à senestre, aux deux pointes ployées d'or posées en chevron brochant sur le mantelé, chargées, celle de dextre de l'inscrption VILLE surmontée d'un S à plomb et celle de senestre d'un S à plomb soutenu de l'inscription ANJOU, le tout en lettres capitales bâtardes de sable ; au chef d'or chargés de deux dauphins monstrueux à tête de lion nageants affrontés d'azur barbés, lorés et peautrés de gueules. (d'azzurro, al portone di cappella d'argento, fiancheggiato a sinistra dal suo campanile dello stesso, mantellato ritondato d'argento, a due uccelli affrontati d'azzurro su un nido d'oro contenente tre uccelletti pure d'azzurro, a destra, e allo scudetto d'azzurro, al ramo fogliato d'oro posto in palo, col capo cucito di rosso, caricato di un sole figurato d'oro movente dall'angolo destro del capo, a sinistra, a due punte piegate d'oro, poste in scaglione e attraversanti sul mantellato, caricate, quella di destra dalla scritta VILLE sormontata da una S a piombo e quella di sinistra da una S a piombo sostenuta dalla scritta ANJOU, il tutto in lettere maiuscole bastarde di nero; al capo d'oro, caricato da due delfini mostruosi con la testa di leone, nuotanti e affrontati d'azzurro, barbati, alettati e codati di rosso) |
|        | Villette-d'Anthon D'azur à trois chevrons d'argent. (d'azzurro, a tre scaglioni d'argento) |
|        | Villette-de-Vienne Parti: au premier coupé: d'azur à une poire feuillée d'or, de gueules à un orme d'argent et une feuille de sinople brochant sur ce dernier; au second d'or à un dauphin d'azur, crêté, barbé, loré, peautré et oreillé de gueules. (partito: nel 1º troncato d'azzurro, alla pera fogliata d'oro, e di rosso, all'olmo d'argento caricato di una foglia di verde; nel 2º d'oro, al delfino d'azzurro, crestato, barbato, alettato, codato e orecchiuto di rosso) |
|        | Vinay De gueules à une tour d'argent ouverte, ajourée et maçonnée de sable, senestrée d'un avant-mur aussi d'argent, ouvert et maçonné de sable, au chef d'or à un dauphin d'azur crété, barbé, loré, peautré et oreillé de gueules. (di rosso, alla torre d'argento aperta, finestrata e murata di nero, sinistrata da un antemuro pure d'argento, aperto e murato di nero; al capo d'oro, caricato da un delfino d'azzurro, crestato, barbato, alettato, codato e orecchiuto di rosso) |
|        | Virieu De gueules à trois vires d'argent. (di rosso, a tre armille d'argento) |
|        | Viriville Parti: gironné d'argent et de sable, brisé en cœur d'une couronne d'or, de gueules à une bande d'or portant trois grives de sables. (partito: nel 1º gheronato d'argento e di nero, brisato in cuore da una corona d'oro; nel 2º di rosso, alla banda d'oro caricata di tre tordi di nero) |
|        | Vizille D'azur à un château, mouvant des deux flancs, flanqué de deux tours, le tout d'argent, maçonnés, ajourés et éssorés de sable, et reposant sur une terrasse d'argent. (d'azzurro, al castello movente da due fianchi, fiancheggiato da due torri, il tutto d'argento, murato, finestrato e coperto di nero, posato su una terrazza d'argento) |
|        | Voiron Coupé: au premier de gueules au cerf d'or blessé d'une flèche du même, au second d'azur aux deux navettes de tisserand d'or, les pointes d'argent, passées en sautoir. (troncato: nel 1º di rosso, al cervo d'oro ferito da una freccia dello stesso; nel 2º d'azzurro, a due navette da telaio d'oro, con le punte d'argento, passate in decusse) |
|        | Vourey D'or à un lion de gueules paré d'azur. (d'oro, al leone di rosso, ornato d'azzurro) |